# Ogljenšak
Ogljenšak – wieś w Słowenii, w gminie Slovenska Bistrica. W 2018 roku liczyła 195 mieszkańców.